# Warpaint (альбом)
| Совокупная оценка    | Совокупная оценка |
| Источник             | Оценка            |
| -------------------- | ----------------- |
| Metacritic           | (74/100)          |
| Оценки критиков      |                   |
| Источник             | Оценка            |
| Allmusic             | [ 2 ]             |
| The A.V. Club        | B                 |
| The Austin Chronicle | [ 4 ]             |
| The Gazette          | [ 5 ]             |
| The Globe and Mail   | [ 6 ]             |
| Paste                | [ 7 ]             |
| Robert Christgau     | [ 8 ]             |
| Rolling Stone        | [ 9 ]             |
| Toronto Sun          | [ 10 ]            |
| Uncut                | [ 11 ]            |

Warpaint — альбом американской блюз-рок-группы The Black Crowes, выпущенный 3 марта 2008 года.

## Об альбоме
Warpaint стал первой студийной работой почти за семь лет (с 2001 года, с учётом распада). Альбом выпущен на собственном лейбле «Silver Arrow Records» и был высоко оценён критиками и слушателями. Примечательно, что ни на одну композицию из альбома не было снято ни одного клипа.

## Список композиций
Авторы всех песен — Крис Робинсон и Рич Робинсон.
1. «Goodbye Daughters of the Revolution» — 5:03
2. «Walk Believer Walk» — 4:39
3. «Oh Josephine» — 6:38
4. «Evergreen» — 4:20
5. «Wee Who See the Deep» — 4:50
6. «Locust Street» — 4:14
7. «Movin' On Down the Line» — 5:42
8. «Wounded Bird» — 4:23
9. «God’s Got It» (Rev. Charlie Jackson) — 3:22
10. «There’s Gold in Them Hills» — 4:47
11. «Whoa Mule» — 5:45

### Бонус-треки
- «Here Comes Daylight» — 3:46
- «Hole in Your Soul» (Joe South) — 3:39

## Участники записи
- Крис Робинсон  — вокал, губная гармоника, перкуссия
- Рич Робинсон  — гитары
- Лютер Дикинсон  — гитара, мандолина в песне «Locust Street»
- Стив Горман  — барабаны
- Адан МакДауэл  — клавишные
- Свен Пайпьен  — бас-гитара

### Также принимали участие
- Пол Стейси  — двенадцатиструнная гитара в песне «Whoa Mule»

## Чарты
| Чарт (2008)          | Наивысшая позиция |
| -------------------- | ----------------- |
| U.S. Billboard 200   | 5                 |
| Swedish Album Charts | 50                |

| Год  | Сингл                                 | Чарт                                      | Наивысшая позиция |
| ---- | ------------------------------------- | ----------------------------------------- | ----------------- |
| 2008 | «Goodbye Daughters of the Revolution» | U.S. Billboard Hot Mainstream Rock Tracks | 33                |